# كورتني أندرسون
كورتني أندرسون (بالإنجليزية: Courtney Anderson)‏ هو لاعب كرة قدم أمريكية أمريكي، ولد في 19 نوفمبر 1980 في غرينفيل في الولايات المتحدة.

## وصلات خارجية
- كورتني أندرسون على موقع مرجع كرة القدم المحترفة.كوم (الإنجليزية)